# Stade Municipal de Yverdon
El Stade Municipal de Yverdon es un estadio de fútbol ubicado en la ciudad de Yverdon-les-Bains, Cantón de Vaud, Suiza. El estadio fue inaugurado en 1960 y posee una capacidad para 5.100 personas, es utilizado por el club Yverdon-Sport FC que disputa la Superliga Suiza.
Tras la renovación de 2019 a 2021, el estadio cuenta con un total de 5.100 asientos. Las conversiones fueron financiadas a través de una asociación público-privada. El 6 de junio de 2019, el consejo municipal concedió al municipio un préstamo de inversión de CHF 8 050 000. El socio privado agregó CHF 1.700.000. En la primera planta hay un salón de usos múltiples para 100 personas y una zona VIP. La oficina del Yverdon-Sport también se encuentra en la tribuna reformada. un restaurante y un bar se instaló en la planta baja. Tras la reconversión, están disponibles 22 vestuarios, especialmente para las divisiones juveniles.
El estadio albergó tres partidos de la fase final del Campeonato Europeo Femenino Sub-19 de la UEFA 2018.